# Pockau-Lengefeld
Pockau-Lengefeld är en stad  i Landkreis Erzgebirgskreis i förbundslandet Sachsen i Tyskland. Staden har cirka 7 000 invånare. Kommunen bildades 1 januari 2014 genom sommanslagning av de dåvarande kommunerna Pockau och Lengefeld.